# Síndrome de Bannayan–Riley–Ruvalcaba
El síndrome de Bannayan–Riley–Ruvalcaba es un trastorno hereditario autosómico dominante poco frecuente que se caracteriza por la aparición de pólipos hamartomatosos en el intestino, lipomas, macrocefalia y lentiginosis en el área genital.

## Etiología
El síndrome está causado por mutaciones en el gen PTEN ubicado en el cromosoma 10q23. Las mutaciones que afectan a este gen provocan diferentes síndromes que se manifiestan por hamartomas múltiples, sobrecrecimiento y neoplasias.

## Clínica
Las primeras manifestaciones se producen en la infancia temprana, la variabilidad de los síntomas es muy alta, siendo los más habituales macrocefalia, hamartomas en el intestino, lipomas, hemangiomas, lentiginosis en la zona genital, retraso en el desarrollo, discapacidad intelectual que afecta al 50% de los pacientes, alteraciones tiroideas como la tiroiditis de Hashimoto y aumento en la probabilidad de presentar algunos tipos de cáncer.

## Historia
En el año 1960 Riley y Smith describieron la asociación entre macrocefalia, pseudopapiledema y hemangiomas.  En el año 1971, Bannayan publicó otro trabajo sobre la combinación de macrocefalia, lipomas y hemangiomas. En 1980 Ruvalcaba describió la asociación de discapacidad intelectual, pólipos hamartomatosos intestinales, macroencefalia y lentiginosis en el área genital. En 1990 Cohen estudió las descripciones previas y llegó a la conclusión de que todas ellas podían agruparse en un síndrome único y lo llamó síndrome de Bannayan-Riley-Ruvalcaba o SBRR. Posteriormente se comprobó que está causado por mutaciones en el gen PTEN, por lo que tiene muchas similitudes con el síndrome de Cowden, la enfermedad de Lhermitte-Duclos y los trastornos del espectro autista asociados a macrocefalia, entidades en las que también existen mutaciones en el gen PTEN. Todos estos procesos se engloban en el denominado síndrome de tumor-hamartoma PTEN (STHP) que comprende un conjunto de síndromes cuyos fenotipos se solapan y están asociados con mutaciones en el gen de supresión tumoral PTEN.